# هگ (دهانه)
هگ یک دهانه برخوردی در ماه‌ است.

## دهانه‌های اقماری
این دهانه ۴ دهانه اقماری دارد.
| Hogg | عرض جغرافیایی | طول جغرافیایی | قطر          |
| ---- | ------------- | ------------- | ------------ |
| P    | ۳۲.۵° N       | ۱۲۱.۴° E      | ۲۶.۰ کیلومتر |
| K    | ۳۱.۱° N       | ۱۲۳.۵° E      | ۱۹.۰ کیلومتر |
| E    | ۳۴.۱° N       | ۱۲۴.۹° E      | ۲۱.۰ کیلومتر |
| T    | ۳۳.۹° N       | ۱۱۹.۰° E      | ۲۷.۰ کیلومتر |